# São Martinho de Angueira
São Martinho de Angueira (Portugees) of San Martino (Mirandees) is een plaats (freguesia) in de Portugese gemeente Miranda do Douro en telt 369 inwoners (2001).